# Elecciones municipales de Avellaneda de 1991
Véanse también: Elecciones legislativas de Argentina de 1991
Las elecciones municipales de Avellaneda de 1991 se realizaron el domingo 8 de septiembre junto con las elecciones legislativas nacionales. En estos comicios, se renovó la mitad de los miembros del Concejo Deliberante y el Consejo Escolar de Avellaneda que fueron elegidos en las elecciones municipales de Avellaneda de 1987.

## Candidaturas y Resultados
Se presentaron 18 partidos o alianzas políticas en estas elecciones y sus resultados electorales fueron:
|  | 27.30 % |

|  | 27.11 % |

|  | 18.35 % |

|  | 6.79 % |

|  | 6.49 % |

|  | 2.98 % |

|  | 2.95 % |

|  | 2.86 % |

|  | 2.26 % |

|  | 1.18 % |

|  | 0.94 % |

|  | 0.49 % |

|  | 0.25 % |

## Concejales y Consejeros Escolares electos
| Partido o Alianza Política        | Concejales | Consejeros Escolares     |
| --------------------------------- | --- | ------------------------ |
| Frente Justicialista Federal      | - Norberto Hugo Villar - Guillermo Ramón Valcarce - Jorge Alberto Battisti - Jorge Luis Argento - Leticia Bianculli | - Gabino Alegre          |
| Unión Cívica Radical              | - Alberto Alfonso Graiño - Miguel Alberto Ulienich - Alberto Alfonso Dell'A Quila - Daniel Norberto Iozzolino       | - Aurora Constanza Mazas |
| Acción Popular para la Liberación | - Armando Rubén Bertolotto - Tomás Dadic - Antonio Melluso                                                          | - Silvia Norma Nobile    |